# Bartholomäberg
Bartholomäberg ist eine Gemeinde in Österreich in Vorarlberg im Bezirk Bludenz mit 2387 Einwohnern (Stand 1. Jänner 2024).

## Geographie
Bartholomäberg liegt im Montafon. Die Fläche umfasst 27,28 Quadratkilometer. Bartholomäberg erstreckt sich als weite Streusiedlung von ca. 600 bis ca. 1300 Meter auf einem großen, wenig bewaldeten Bergrücken, 16,8 Prozent der Fläche sind Alpen, im Verwall mit Itonskopf.
Angelegt auf dem Sonnenbalkon des Montafons und deshalb klimatisch besonders begünstigt, ist Bartholomäberg die älteste Siedlung dieser Talschaft, um Worms liegt ein prähistorisches Bergbaugebiet.
- Bartholomäberg grenzt im Talgrund an die Litz und an die Ill. Der Fritzenbach entspringt im ehemaligen Bergbaugebiet Worms, er fließt direkt zum Talgrund und zum Ortskern Gantschier und mündet in die Ill.

### Gemeindegliederung
Die Gemeinde besteht aus einer Ortschaft. Bis 2022 umfasst die Gemeinde die Ortschaften:
- Bartholomäberg
- Gantschier
- Innerberg

Die Gemeinde besteht aus der Katastralgemeinde Bartholomäberg.

### Nachbargemeinden
| St. Anton im Montafon | Bludenz                                     | Innerbraz |
| Vandans               | Kompassrose, die auf Nachbargemeinden zeigt | Dalaas    |
|                       | Schruns                                     |           |

## Geschichte
Das Gebiet der heutigen Gemeinde Bartholomäberg dürfte bereits im dritten vorchristlichen Jahrtausend besiedelt gewesen sein. Zumindest deuten Siedlungsreste darauf hin. Wie  in der Bronze- und Eisenzeit war Bartholomäberg auch durch das ganze Mittelalter hindurch ein Zentrum des Bergbaus: Eisen, Kupfer und Silber wurden hier gewonnen. Der Überlieferung nach gab es in Bartholomäberg bereits um 1100 eine Pfarrei.
Bereits in der karolingischen Zeit wurde hier Bergbau betrieben und im Jahr 1319 ist bereits ein Silberbergwerk nachgewiesen. Dokumentiert ist dieser bis ins 16. Jahrhundert erfolgreich betriebene Bergbau z. B. auch in landschaftlichen Eigentümlichkeiten (Halden), in der Knappenkirche am Kristberg, in dem für Besucher zugänglich gemachten aber mittlerweile wieder geschlossenen Schaubergwerk in Bartholomäberg sowie im Bergbaumuseum in Silbertal.
Als erste Pfarrei im Montafon erschien Sankt Bartholomäberg im Jahr 1350. Bartholomäberg kam zusammen mit dem Montafon 1394 an Österreich. Die Habsburger regierten die Orte in Montafon wechselnd von Tirol und Vorderösterreich (Freiburg im Breisgau) aus. Von 1805 bis 1814 gehörte der Ort zu Bayern, dann wieder zu Österreich. Zum österreichischen Bundesland Vorarlberg gehört Bartholomäberg seit der Gründung des Vorarlberger Landtages 1861. Der Ort war 1945 bis 1955 Teil der französischen Besatzungszone in Österreich.
- Siehe auch: Lawinenkatastrophe von 1954 in Vorarlberg

### Bevölkerungsentwicklung
Der Ausländeranteil lag Ende 2002 bei 5,5 Prozent.

## Kultur und Sehenswürdigkeiten

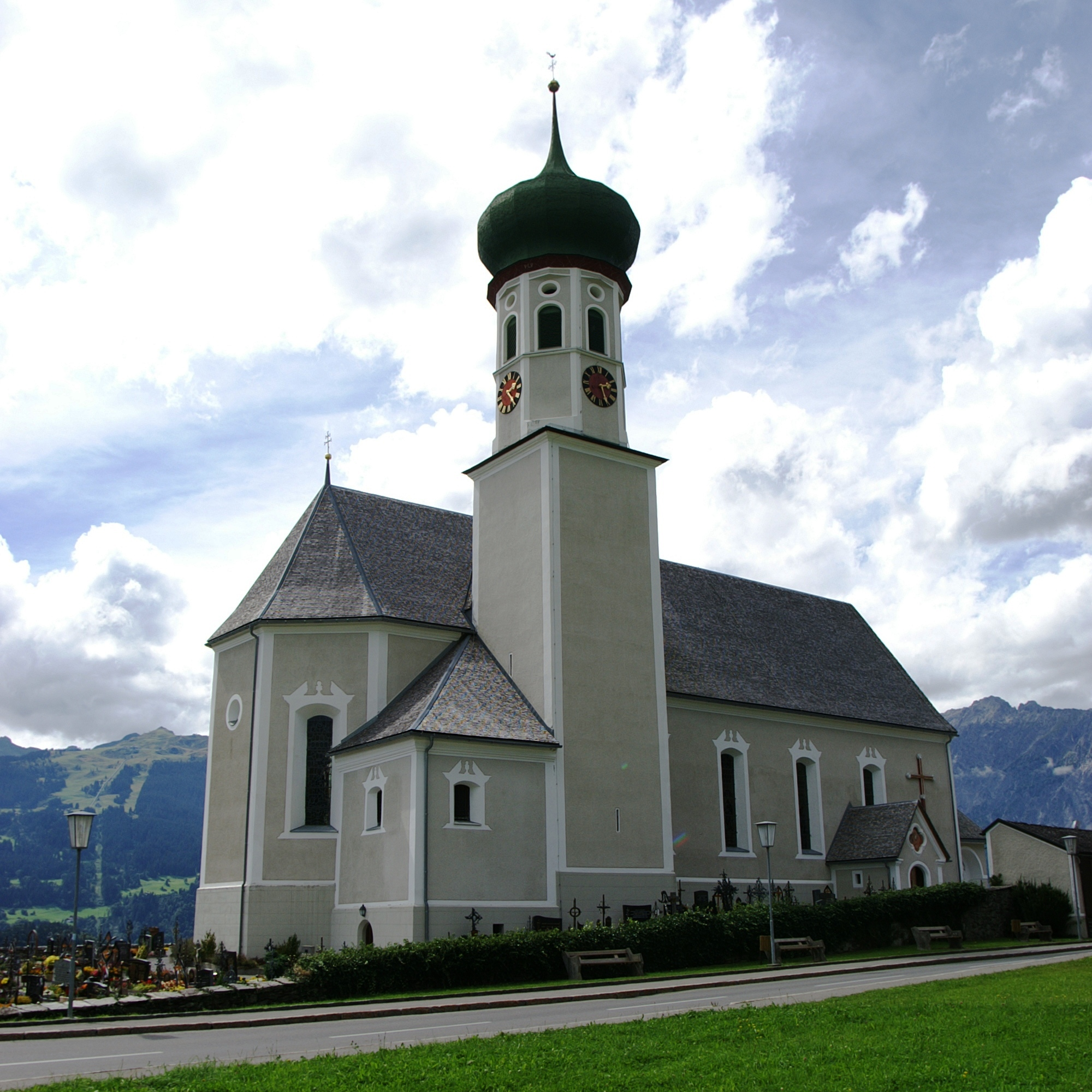
Pfarrkirche Bartholomäberg

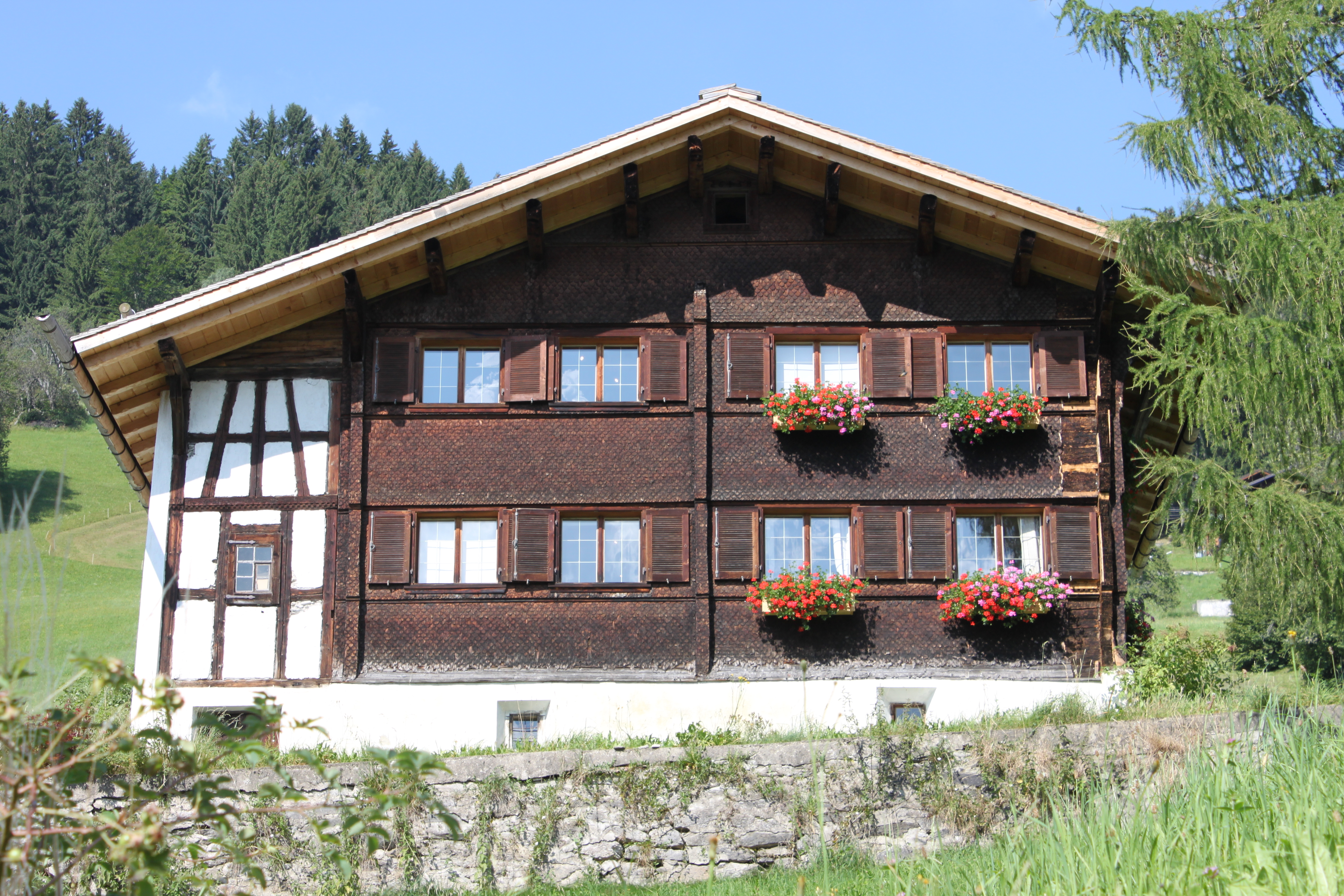
Museum Frühmesshaus Bartholomäberg

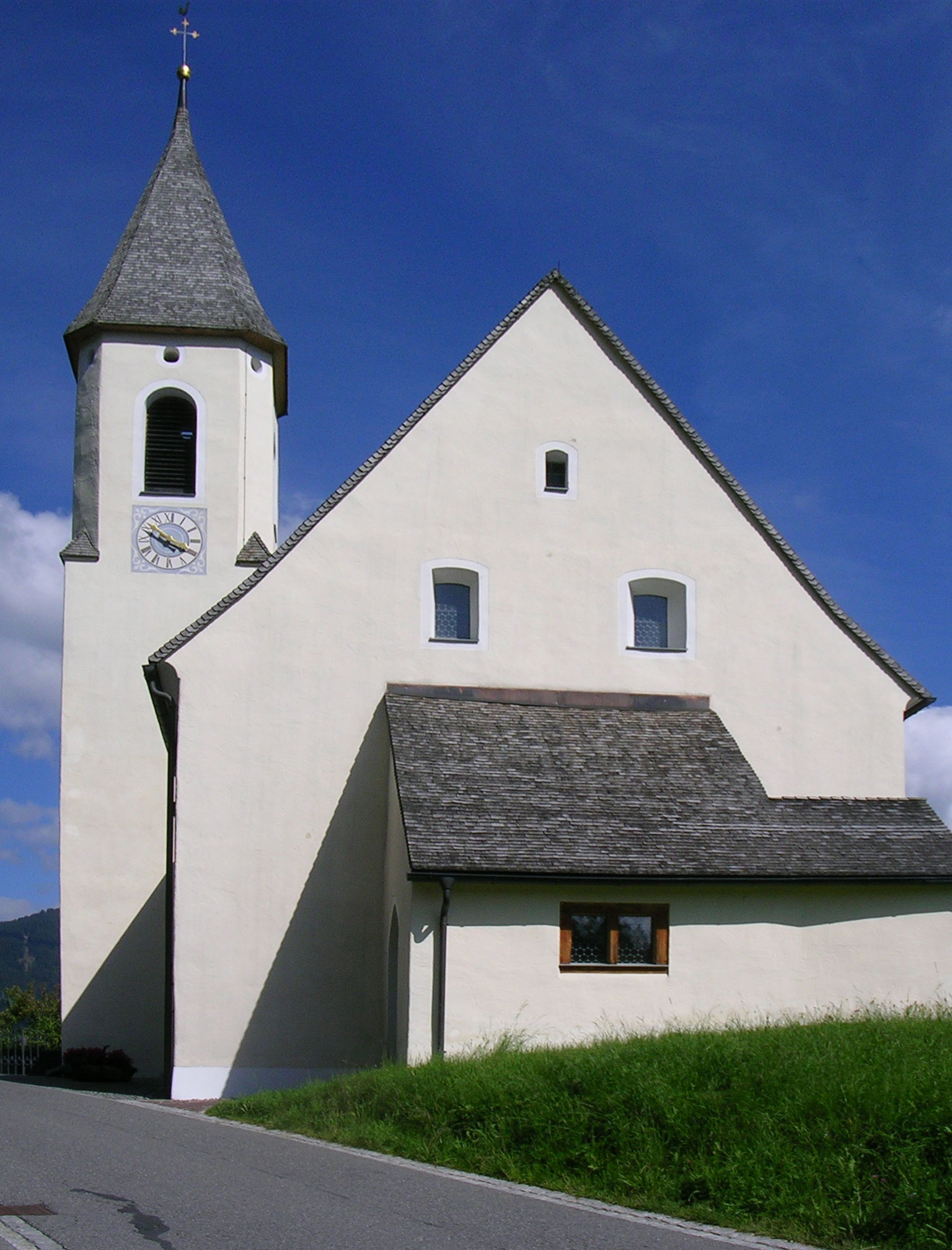
Kuratienkirche Innerberg

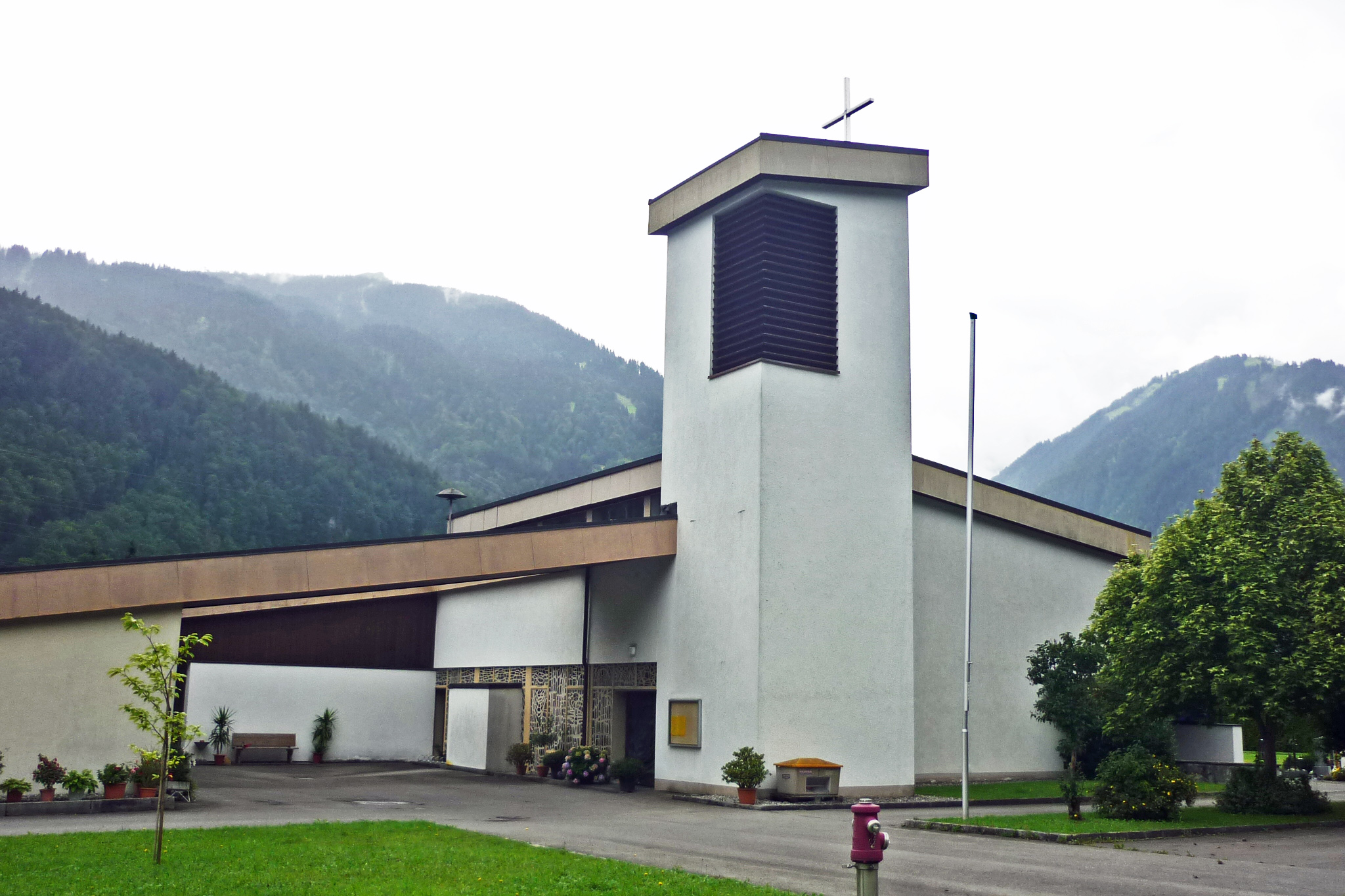
Pfarrkirche Gantschier

- Die Pfarrkirche Bartholomäberg in einem Friedhof auf einer Geländestufe in 1000 m Seehöhe mit einem bemerkenswerten Ausblick zum Rätikon und zur Silvretta ist eine reich ausgestattete barocke Kirche mit einer bemerkenswerten barocken Orgel, einer gotischen Sakristei und einem gotischen Flügelaltar als ehemaliger Hochaltar und einem romanischen Vortragekreuz aus Limoges um 1150.
- Die Kuratienkirche Innerberg im Innerberg steht inmitten des Friedhofs. Im Jahre 1791 wurde der Grundstein gelegt. Baumeister war der Schrunser Josef Vonier, der auch die Kuppel der Bartholomäberger Kirche schuf. Die Einweihung der Kirche erfolgte am 4. Juli 1820. Das Altarbild des Hochaltares zeigt die Immaculata, das Haupt mit Rosen umkränzt, gemalt 1869 vom Schrunser Künstler Franz Bertle (1828–1883). Der linke Seitenaltar enthält seit 1993 eine wertvolle gotische Madonna aus der Zeit um 1500. Die Originalfassung wurde in mühevoller Kleinarbeit von dem Restaurator Konrad Honold freigelegt. Eines der schönsten Stücke der Kirche ist die prachtvoll vergoldete und marmorierte Kanzel mit den Bildnissen der vier Evangelisten Johannes, Markus, Lukas und Matthäus. Die letzte große Renovierung fand in den Jahren 1991 bis 1993 zum 200-Jahr-Jubiläum der Kirche statt.[4]
- Die Pfarrkirche Gantschier als Kirchenbau der Moderne steht im Talgrund in Gantschier und wurde 2013 von Bischof Benno Elbs zur 126. Pfarrkirche der Diözese Feldkirch erhoben. Bei der Pfarrerhebungsfeier wurde die erworbene Orgel geweiht.
- Das Museum Frühmesshaus Bartholomäberg wurde 2009 eröffnet. Das aus dem Jahr 1657 stammende alte Frühmesshaus in Bartholomäberg gehört zu den ältesten Gebäuden im Tal und wurde für museale Zwecke adaptiert. Zunächst wurde das Haus so gezeigt, wie es der letzte Besitzer verlassen hat. Die Besucher hatten somit die Möglichkeit, in den darauffolgenden Jahren an einem Museumsentstehungsprozess teilzuhaben.[5]

### Geologischer Lehrwanderweg und Historisches Bergwerk Bartholomäberg
Der geologische Lehrwanderweg in Bartholomäberg wurde 1978 eröffnet. Der durchwegs markierte alpine Wanderweg über den Monteneu-Bergstock ist ein Rundweg, der an der Kirche Bartholomäberg beginnt und endet. Er ist fast 16 km lang und erfordert ca. 10 Stunden Wanderzeit für eine Gesamtbegehung. Davon sind 4–5 Stunden reine Gehzeit. 24 Hinweistafeln am Wege geben einen Einblick in 1000 Millionen Jahre Montafoner Erdgeschichte. Verschiedene Gesteine, ihr Alter, ihre Entstehung und Zusammensetzung werden erklärt. Gleichzeitig wird auch der Gebirgsbau der umliegenden Bergzüge erläutert und Einblick in das Werden und Vergehen der Gesteine und Berge vermittelt.
Vom Parkplatz bei der Kirche von Bartholomäberg (1087 m), wo eine Orientierungstafel steht, führt der Lehrwanderweg in nordwestlicher Richtung zum Rellseck (Alpen-Gasthaus, 1492 m). An diesem Wegestück liegen nacheinander vier Aufschlüsse, die auf Gesteinsbeschreibungstafeln erklärt sind. Vom ehemaligen Gasthaus Linda (1215 m) bietet sich ein Blick auf das Rätikon im Südwesten des Illtals. Unmittelbar im Vordergrund erhebt sich die Tschaggunser Mittagspitze (2168 m), im Hintergrund sind die Sulzfluh (2818 m) und nordwestlich davon die Drei Türme, das Eisjöchl und die Drusenfluh, alle um 2830 m, auszumachen.
Beim Alpengasthaus Rellseck wendet sich der Weg nach rechts und steigt in nordöstlicher Richtung über den Kammbereich des Monteneu hinauf zum Wannaköpfle (2032 m). Der aussichtsreiche Itonskopf (mit 2089 m ü. A. der höchste Punkt des Bergstocks) bleibt links liegen und der Weg erreicht den Gipfel des Alpilakopfes (2078 m). Der Kamm Wannaköpfe – Itonskopf – Alpilakopf (Itonskopfgruppe) wird von Hauptdolomit aufgebaut und von mächtigen Gipskörpern der Raibler Schichten unterlagert. Der Weg leitet zur Oberen Wiese weiter, wo man auf ein fossiles Korallenriff stößt (Naturdenkmal). Die Rhätolias-Riffkalke sind in einem Meer des Jura entstanden. Gut erhaltene Korallenstöcke, Muscheln und Seelilien sind hier zu sehen.
Von der Oberen Wies (1880 m) sieht man in nördlicher Richtung in den Einschnitt und auf den fast 2000 Meter hohen Steilhang des Klostertals mit der Roten Wand (2890 m) als höchstem Gipfel. Der Weg leitet nach der Umrundung des Schwarzhorns (1883 m) über Falle – Ammans Legi – Tora See – Fula See – Friitza Legi – Knappa Gruaba zurück zum Ausgangspunkt. Die Panoramatafel Knappagruaba (1340 m) weist auf den Bergbau als Landschaftsgestalter hin. Der vom 9. bis in das 17. Jahrhundert blühende Erzbergbau auf Eisen, Kupfer und Silber hat die Hänge maulwurfsartig durchwühlt. Die Abraumhalden prägen hier die Landschaft. Im Gelände sind noch ehemalige Stolleneingänge erkennbar. Hier, bei Worms, befindet sich auch das Historische Bergwerk Bartholomäberg (St.-Anna-Stollen), ein Schaubergwerk, das 2010 eröffnet wurde.
Der Wanderweg ist in beiden Richtungen gleichwertig begehbar. Zahlreiche Wander- und Fahrwege kreuzen den Lehrwanderweg und ermöglichen Teilbegehungen.

## Wirtschaft und Infrastruktur
im Jahr 2003 gab es 18 Betriebe der gewerblichen Wirtschaft mit 77 Beschäftigten und 8 Lehrlingen. Lohnsteuerpflichtige Erwerbstätige gab es 911. Im Tourismusjahr 2006/2007 wurden 97.424 Übernachtungen (Winter 54.317, Sommer 43.107) gezählt.

### Bildung
In Bartholomäberg befinden sich zwei Kindergärten. Im Schuljahr 2007/2008 gab es in der Gemeinde 177 Schüler, von denen 100 die beiden Volksschulen besuchten. Außerdem besteht in der Gemeinde die Polytechnische Schule Außermontafon.

### Verkehr
Die Montafonerbahn verläuft durch den Südwesten des Gemeindegebietes. Vom rund zwei Kilometer entfernten Bahnhof Schruns fahren halbstündlich Züge der S-Bahn Vorarlberg nach Bludenz.

### Vereine
- Funkenzunft Gantschier Montafon
- Harmoniemusik Bartholomäberg
- Trachtenkapelle Gantschier
- Landjugend Montafon
- Theatergruppe Bartholomäberg
- Singkreis Bartholomäberg
- Funkenzunft Bartholomäberg
- Viehzuchtverein Bartholomäberg
- Freiwillige Feuerwehr Innerberg
- Freiwillige Feuerwehr Gantschier
- Freiwillige Feuerwehr Bartholomäberg
- SC Bartholomäberg

## Politik

### Gemeindevertretung
In Vorarlberg wählen die Bürger alle fünf Jahre die Mitglieder der Gemeindevertretung durch Ankreuzen eines Listen-Wahlvorschlages bzw. durch Mehrheitswahl wenn kein Listenvorschlag vorliegt. Weiters den Bürgermeister durch Ankreuzen eines Wahlvorschlages.
Die Gemeindevertretung wählt in der konstituierenden Sitzung aus ihrer Mitte – sofern keine Wahl durch die Bürger zustande kam – gemäß § 61 Gemeindegesetz einen Bürgermeister und dann einen mindestens dreiköpfigen Gemeindevorstand. Die Zahl dieser „Gemeinderäte“ darf aber gemäß § 55 den vierten Teil der Zahl der Gemeindevertreter nicht übersteigen.
Der Bürgermeister führt den Vorsitz bei den generell öffentlichen Sitzungen der Gemeindevertretung, in denen kommunale Belange besprochen und Beschlüsse gefasst werden. Beobachter haben kein Mitspracherecht und kein Stimmrecht. Die Gemeindevertretung kann nach Bedarf Ausschüsse bestellen. Sitzungen des Gemeindevorstandes und der Ausschüsse sind nicht öffentlich.

#### Sitzverteilung nach den Wahlen
- Gemeindevertretungswahlen 1985: ÖVP 11, SPÖ u. freie Wahlw. 6, Parteifreie Bürger 4.[12]
- Gemeindevertretungswahlen 1990: Volkspartei Barth. 11, SPÖ u.freie Wahlw. 8, Parteifreie Bürger 2.[13]
- Gemeindevertretungswahlen 1995: Barthbg Volkspartei u.Freie Kandidaten 15, SPÖ u.Fr.Wahlwerber 6.[14]
- Gemeindevertretungswahlen 2000: Bürgermeister Martin Vallaster - Bartholomäberger Volkspartei und Freie Kandidaten 17, SPÖ und Freie Wahlwerber 2, Freiheitliche (FPÖ) und Parteifreie Bartholomäberg 2.[15]
- Gemeindevertretungswahlen 2005: Bürgermeister Martin Vallaster - Gemeinsam für Bartholomäberg 20, Freiheitliche (FPÖ) und Parteifreie Bartholomäberg 1.[16]
- Gemeindevertretungswahlen 2010: Bürgermeister Martin Vallaster - Gemeinsam für Bartholomäberg 21.[17]
- Gemeindevertretungswahlen 2015: Bürgermeister Martin Vallaster - Gemeinsam für Bartholomäberg 21.[18]
- Gemeindevertretungswahlen 2020: Bürgermeister Martin Vallaster - Gemeinsam für Bartholomäberg 21.[19]
- Gemeindevertretungswahlen 2025: Bürgermeister Martin Vallaster - Gemeinsam für Bartholomäberg 17, FPÖ Bartholomäberg und Parteifreie 4.[20]

### Bürgermeister
- 1945–1965 Josef Keßler[21]
- 1965–1990 Erwin Vallaster[21]
- seit 1990 Martin Vallaster[21][22][23]

### Wappen
Blasonierung: „Im Deichselschnitt geteilt von Rot, Silber und Schwarz, oben über einem grünen Dreiberg wachsend ein goldennimbierter und -gewandeter silberner Heiliger, in der rechten Hand ein silbernes Messer, in der linken ein schwarzes Buch haltend, vorne zwei schwarze gekreuzte Schlüssel mit Dreipassreiten und hinten zwei silberne gekreuzte Hämmer.“
Wappenerklärung: Der Heilige ist der Apostel Bartholomäus, dessen Messer an die Peiniger erinnert, die den Apostel häuteten, die beiden Hämmer (Bergmannsschlegel, siehe Schlägel und Eisen) erinnern an den schon sehr früh erwähnten Bergbau, die Schlüssel bekunden die Zugehörigkeit zum Montafon (Landessiegel seit dem frühen 15. Jahrhundert).
Das Gemeindewappen ist ein Redendes Wappen und entstand im Jahre 1956 nach einem Entwurf des Schrunser Künstlers und Heraldikers Konrad Honold und die Verleihung des Wappens durch die Vorarlberger Landesregierung erfolgte am 17. August 1956 (Zl. Ib- 311).

## Persönlichkeiten

### Söhne und Töchter der Gemeinde
- Franz Josef Keßler (1867–1949), Gemeindevorsteher und Landtagsabgeordneter
- Josef Keßler (1885–1967), Bürgermeister und Landtagsabgeordneter

### Mit der Gemeinde verbundene Persönlichkeiten
- Sophia Ganahl (* 1995), ehemalige Snowboarderin
- Anita Wachter (* 1967), ehemalige Skirennläuferin